# 弗雷谢德
弗雷谢德（法語：Fréchède，法語發音：[fʁeʃɛd]）是法国上比利牛斯省的一个市镇，属于塔布区。 

## 地理
弗雷谢德（43°21'50"N, 0°15'34"E）面积5.43 平方千米，位于法国奧克西塔尼大區上比利牛斯省，该省份为法国西南部内陆省份，北至热尔省，西接大西洋比利牛斯省，南与西班牙接壤，东临上加龙省。
与弗雷谢德接壤的市镇（或旧市镇、城区）包括：蒙泰居、蒙泰居阿罗斯、埃斯唐皮尔、马兹罗勒、穆穆卢、圣瑟韦德吕斯唐、埃斯唐普。

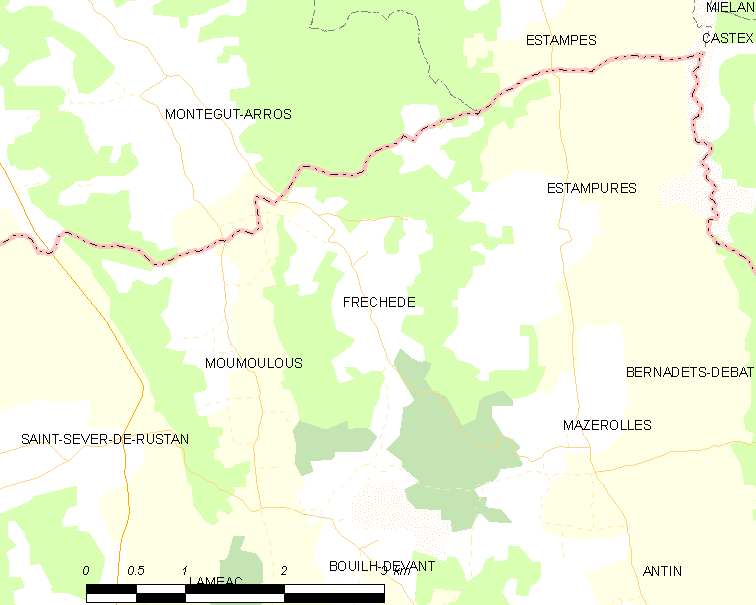
弗雷谢德的OSM定位图

弗雷谢德的时区为UTC+01:00、UTC+02:00（夏令时）。

## 行政
弗雷谢德的邮政编码为65220，INSEE市镇编码为65178。

## 政治
弗雷谢德所属的省级选区为山丘县。

## 人口

1962-2008年间弗雷谢德人口变化图示

弗雷谢德于2022年1月1日时的人口数量为47人。